# Filipa de Luxemburgo
Filipa de Luxemburgo, também conhecida como Filipina (em francês:  Philippa ou em francês:  Philippine; 1252 — 6 de abril de 1311) foi condessa consorte da Holanda e Hainault como esposa de João II de Avesnes.

## Família
Filipa era filha de Henrique V do Luxemburgo, chamado "o Grande", e de Margarida de Bar. Seus avós paternos eram Waleran III de Limburgo e Ermesenda do Luxemburgo. Seus avós maternos eram o conde Henrique II de Bar e Filipa de Dreux.
Ela foi a primeira filha e terceira criança de seus pais. Teve cinco irmãos: Henrique VI de Luxemburgo, sucessor do pai, marido de Beatriz de Avesnes; Waleran I de Ligny, conde de Ligny e senhor de La Roche, marido de Joana de Beaurevoir; Isabel de Luxemburgo, condessa de Flandres como esposa de Guido de Dampierre, e avó paterna de Branca de Namur, rainha consorte da Suécia e Noruega; Margarida, e Joana, abadessa de Clairefontaine.

## Biografia
Em 1265, Filipa casou-se com João, futuro conde de Hainaut, Holanda e Zelândia. Ele era filho de João I de Avesnes, conde da Holanda e de Adelaide da Holanda, regente da Holanda de 1258 a 1263 durante a minoridade do sobrinho, Florêncio V da Holanda. Adelaide era irmã de Margarida da Holanda, condessa de Hennenberg, que de acordo com uma lenda, teria dado a luz à 365 filhos.
João morreu em 22 de agosto de 1304, aos 56 ou 57 anos de idade. Já Filipa veio a falecer quase sete anos depois, em 6 de abril de 1311, com cerca de 59 anos de idade. Foi enterrada no Convento dos Cordeliers, em Valenciennes, mesmo local de enterro do marido.

## Descendência
O casal teve doze filhos:
- João de Hainaut (m. 11 de julho de 1302), foi senhor de Beaumont e conde de Ostervant. Foi noivo da princesa Branca de França, filha do rei Filipe III de França. Morreu em uma batalha próximo a Courtrai;
- Henrique de Hainaut (m. 1303), cânone em Cambrai;
- Margarida de Hainaut (m. 19 de outubro de 1342), terceira esposa do conde Roberto II de Artois. Sem descendência;
- Alice de Hainaut (1273 - 26 de outubro de 1317), segunda esposa de Rogério Bigod, 5.° Conde de Norfolk. Sem descendência;
- Isabel de Hainaut (m. após 12 de dezembro de 1305), segunda esposa de Raul de Clermont, senhor de Nesle. Sem descendência;
- Joana de Hainaut, era freira em Fontenelles, em 1303;
- Guilherme I de Hainaut (1286 - 7 de junho de 1337), sucessor do pai. Foi marido de Joana de Valois, filha de Carlos de Valois, e foi pai de Filipa de Hainault, rainha consorte de Eduardo III de Inglaterra;
- João de Beaumont (1288 - 11 de março de 1356), senhor de Beaumont, e conde de Soissons como marido de Margarida de Soissons. Teve descendência;
- Waleran de Hainaut;
- Maria de Avesnes (1280 - 28 de agosto de 1354), duquesa de Bourbon como esposa de Luís I de Bourbon. Foi mãe de Beatriz de Bourbon, consorte do rei João de Boêmia;
- Simão de Hainaut;
- Matilde de Hainaut, abadessa de Nivelles.